# Равне при Жирех
Равне при Жирех (словен. Ravne pri Žireh) је насељено место у општини Жири, Горењска регија, Словенија.

## Историја
До територијалне реорганизације у Словенији биле су у саставу старе општине Шкофја Лока.

## Становништво
У попису становништва из 2011. године, Равне при Жирех су имале 28 становника.
| Број становника према пописима | Број становника према пописима | Број становника према пописима |
| ------------------------------ | ------------------------------ | ------------------------------ |
| 1991                           | 2002                           | 2011                           |
| 27                             | 24                             | 28                             |

Напомена: До 1953. исказивано под именом Равне.